# زمین‌لرزه آتشفشانی-زمین‌ساختی
زمین‌لرزه آتشفشانی-زمین‌ساختی نوعی زمین‌لرزه است که بر اثر حرکت (تزریق یا خروج) ماگما ایجاد می‌شود. این حرکت ناشی از تغییرات فشار در سنگ‌ها در اطراف جایی است که ماگما در آنجا تحت فشار است. در برخی موارد سنگ دچار حرکت یا شکستگی می‌شود. همچنین بروز زمین‌لرزه ممکن است بر اثر نفوذ آذرین‌تیغه بوده و به شکل یک گروه زمین‌لرزه روی دهد. زمین‌لرزه‌های ۲۰۰۷–۲۰۰۸ نزکو در بریتیش کلمبیای مرکزی در کانادا نمونه‌ای از این نوع پدیده لرزه‌ای است.
امواج لرزه‌ای طولانی‌مدت از دیگر انواع فعالیت‌های لرزه‌ای مرتبط با آتشفشان‌ها و فوران آن‌ها بوده که ناشی از پراکنش ناگهانی ماگما هستند و به دلیل انسداد قادر به حرکت نیستند. لرزش هماهنگ نیز یکی دیگر از این نوع فعالیت‌هاست که به شکل حرکت یکنواخت ماگما در اعماق گوشته زمین است.